# Оберостендорф
Оберостендорф (нем. Oberostendorf) — община в Германии, в земле Бавария. 
Подчиняется административному округу Швабия. Входит в состав района Восточный Алльгой.  Население составляет 1311 человек (на 31 декабря 2010 года). Занимает площадь 21,04 км².